# 5-й польский батальон 14-й среднебоснийской бригады
5-й батальон 14-й среднебоснийской бригады (пол. 5 Batalion 14 Środkowobośniackiej Brygady NOVJ, сербохорв. 5. bataljon 14. srednjobosanske udarne brigade NOVJ) — польское воинское формирование Народно-освободительной армии Югославии.

## Краткая история
5-й батальон был сформирован 7 мая 1944 года в селе Мартинци из молодежи польской национальности, проживавшей в Прняворском округе. В его ряды также были включены местные украинцы. Входил в состав 14-й среднебоснийской бригады. Состоял из трёх рот общей численностью около 200 человек. В июне переименован в 3-й батальон новосформированной 18-й среднебоснийской бригады. 
Батальон отличился в боях на территории Боснии в 1944 и 1945 годах, особенно в боях против четников. С ними у представителей национальных меньшинств были свои счеты. Так, 13 мая 1942 года четники сожгли польско-украинские села Раковац и Кунова в Боснии, убили много людей. Уцелевшие от террора взялись за оружие. В августе 1945 года батальон расформирован.